# Grégory Tafforeau
Pour les articles homonymes, voir Tafforeau.
Grégory Tafforeau, né le 29 septembre 1976 à Bois-Guillaume (Seine-Maritime), est un footballeur français dont la carrière s'est terminée en 2011. 
Formé au FC Rouen, ce défenseur arrière gauche découvre le football professionnel au Stade Malherbe Caen, avant de signer au Lille OSC où il évolue huit saisons. Il y découvre la Coupe d'Europe et devient le capitaine de l'équipe nordiste. En 2009, il fait son retour dans le club bas-normand où il arrête sa carrière sur blessure en 2011, après avoir raccompagné le club dans l'élite.

## Carrière
Grégory Tafforeau suit joue au CMS Oissel jusqu'en 15 ans nationaux. En 1990 il intègre la première promotion de préformation de l'INF Clairefontaine. En 1991, il dispute la Coupe nationale des minimes avec la sélection de la Ligue de Normandie. 
Il est ensuite pensionnaire du centre de formation du FC Rouen de 1992 à 1995, date à laquelle le club rouennais dépose le bilan. Le joueur suit alors son formateur, Nasser Larguet, tout juste embauché par le SM Caen. Il y joue les trois premières saisons en CFA, sous la direction de Pascal Théault, avant de s'imposer en équipe première. 
En 2001, il est recruté par l'ancien rouennais Jean-Luc Buisine devenu responsable du recrutement du Lille OSC de Vahid Halilhodžić. Il s'y impose comme titulaire et accompagne la montée en puissance de l'équipe, dont il devient capitaine. Respectivement deuxième et troisième du championnat en 2005 et 2006, le LOSC participe notamment à trois reprises à la Ligue des Champions en huit saisons. 
Alors qu'il a perdu sa place de titulaire, il résilie son contrat le 2 juillet 2009 d'un commun accord avec son club. Le 5 juillet, il retourne au Stade Malherbe Caen, son club formateur tout juste relégué en Ligue 2, où il signe un contrat de deux ans. Après une première année intéressante, qui voit le club normand remporter le titre de champion et retrouver l'élite (Tafforeau apparaissant dans l'équipe-type de Ligue 2), il est victime de blessures à répétition qui l'empêchent de tenir son poste régulièrement. Il annonce finalement le 2 décembre 2011 sa retraite footballistique du fait de sa blessure récurrente au dos. Il joue par la suite au niveau amateur à l'AS Hellemmes, à Lille.Factuellement, il en deviendra entraîneur pour la section senior notamment, jusqu'en 2023 ou il partiras pour entraîner le stade d'Orchies pour la section senior fraîchement montée en Régionale 3.

## Statistiques
| Saison                | Club                  | Championnat           | Championnat | Championnat | Coupe nationale | Coupe nationale | Coupe de la Ligue | Coupe de la Ligue | Compétition(s) continentale(s) | Compétition(s) continentale(s) | Compétition(s) continentale(s) | Total | Total |
| Saison                | Club                  | Division              | M.          | B.          | M.              | B.              | M.                | B.                | Comp.                          | M.                             | B.                             | M.    | B.    |
| 1996-1997             | SM Caen               | Ligue 1               | 0           | 0           | 0               | 0               | 1                 | 0                 | -                              | -                              | -                              | 1     | 0     |
| 1997-1998             | SM Caen               | Ligue 2               | 0           | 0           | 0               | 0               | 0                 | 0                 | -                              | -                              | -                              | 0     | 0     |
| 1998-1999             | SM Caen               | Ligue 2               | 16          | 0           | 0               | 0               | 1                 | 0                 | -                              | -                              | -                              | 17    | 0     |
| 1999-2000             | SM Caen               | Ligue 2               | 35          | 1           | 0               | 0               | 1                 | 0                 | -                              | -                              | -                              | 36    | 1     |
| 2000-2001             | SM Caen               | Ligue 2               | 37          | 0           | 1               | 0               | 1                 | 0                 | -                              | -                              | -                              | 39    | 0     |
| 2001-2002             | Lille OSC             | Ligue 1               | 25          | 1           | 0               | 0               | 1                 | 0                 | C1+C3                          | 4+2                            | 1+0                            | 32    | 2     |
| 2002-2003             | Lille OSC             | Ligue 1               | 32          | 0           | 3               | 0               | 3                 | 0                 | IT                             | 3                              | 0                              | 41    | 0     |
| 2003-2004             | Lille OSC             | Ligue 1               | 31          | 0           | 0               | 0               | 1                 | 0                 | -                              | -                              | -                              | 32    | 0     |
| 2004-2005             | Lille OSC             | Ligue 1               | 25          | 0           | 3               | 0               | 1                 | 0                 | IT+C3                          | 6+9                            | 0+1                            | 44    | 1     |
| 2005-2006             | Lille OSC             | Ligue 1               | 33          | 0           | 1               | 0               | 1                 | 0                 | C1+C3                          | 6+2                            | 0+0                            | 43    | 0     |
| 2006-2007             | Lille OSC             | Ligue 1               | 34          | 0           | 1               | 0               | 0                 | 0                 | C1                             | 10                             | 0                              | 45    | 0     |
| 2007-2008             | Lille OSC             | Ligue 1               | 31          | 0           | 3               | 0               | 1                 | 0                 | -                              | -                              | -                              | 35    | 0     |
| 2008-2009             | Lille OSC             | Ligue 1               | 16          | 0           | 1               | 0               | 0                 | 0                 | -                              | -                              | -                              | 17    | 0     |
| 2009-2010             | SM Caen               | Ligue 2               | 25          | 0           | 1               | 0               | 1                 | 0                 | -                              | -                              | -                              | 27    | 0     |
| 2010-2011             | SM Caen               | Ligue 1               | 16          | 0           | 0               | 0               | 1                 | 0                 | -                              | -                              | -                              | 17    | 0     |
| 2011-2012             | SM Caen               | Ligue 1               | 0           | 0           | 0               | 0               | 0                 | 0                 | -                              | -                              | -                              | 0     | 0     |
| Total sur la carrière | Total sur la carrière | Total sur la carrière | 356         | 2           | 14              | 0               | 14                | 0                 | -                              | 42                             | 2                              | 426   | 4     |

## Palmarès
- Vice-champion de France en 2005 avec le LOSC
- Champion de France de Ligue 2 en 2010 avec le SM Caen
- Vainqueur de la Coupe Intertoto en 2004 avec le LOSC
- Finaliste de la Coupe Intertoto en 2002 avec le LOSC